# Font de Fenerllong
La Font de Fenerllong és una font del terme municipal de la Torre de Cabdella (antic terme de la Pobleta de Bellveí), del Pallars Jussà, dins del territori del poble d'Antist. Està situada a 1.425 m d'altitud, al nord-oest d'Antist, a la dreta del barranc d'Enrou. És al vessant de llevant del Tossal de la Creu.